# Autodeterminare
Principiul autodeterminării națiunilor sau a popoarelor, este un principiu din dreptul internațional care prevede dreptul popoarelor și al națiunilor de a-și determina singure cursul propriilor dezvoltări politice, economice, culturale și sociale, fără intervenții directe sau indirecte din exterior. Principiul constituie o normă generală care produce efecte juridice pentru întreaga comunitate de state.
Acest principiu, alături de alte principii, este proclamat în Carta ONU, care urmărește "dezvoltarea relațiilor de prietenie între națiuni bazate pe respectarea principiului egalității de drepturi și a autodeterminării popoarelor". Același scop este stabilit în Carta ONU în legătură cu dezvoltarea cooperării economice și sociale între state.
În afară de separare, aceasta implică o cantitate semnificativă de oportunități de autodeterminare de la respingerea completă a oricăror drepturi speciale la autoguvernare, autonomie sau diferite forme de izolare culturală .
Conceptul a fost exprimat pentru prima dată în anii 1860. În timpul și după Primul Război Mondial, principiul a fost încurajat atât de Vladimir Ilici Lenin, cât și de președintele Statelor Unite, Woodrow Wilson.  După prezentarea celor 14 Puncte (8 ianuarie 1918), pe 11 februarie 1918, Wilson a declarat: „Aspirațiile naționale trebuie respectate; oamenii pot fi acum dominați și guvernați numai de consimțământul lor. Autodeterminarea nu este o simplă expresie; este un principiu imperativ al acțiunii.”
În perioada celui de-al doilea război mondial principiul a fost inclus în Carta Atlanticului, semnată la 14 august 1941, de Franklin Delano Roosevelt, președintele Statelor Unite, și Winston Churchill, prim-ministru al Regatului Unit.